# Here Comes The Kraken
Here Comes the Kraken es una banda mexicana de deathcore formada en 2007. Ellos han lanzado tres álbumes de estudio, dos EP y un demo.

## Historia
La banda fue formada en 2007 por los hermanos Tore González (guitarra principal) y Deivis González (batería). Más tarde reclutaron a José "TTS" Manuel en la voz, Freddy en el bajo y Alex Guardado en la guitarra rítmica. Su álbum debut homónimo (Here Comes The Kraken) fue lanzado en 2009, que fue acompañado con una extensa gira en México y Europa. Luego siguieron con un EP titulado The Omen en 2010. Ambos lanzamientos compartieron un sonido similar y muy influenciado por el death metal.
En mayo de 2010, ganaron el premio Indie-O Music Award por "Banda Metal del Año".

## Estilo Musical
El estilo musical de la banda es un género de metal extremo conocido como deathcore, que mezcla death metal y metalcore. Sin embargo, desde el segundo álbum de la banda en 2011, Hate, Greed and Death, han inducido influencias de nu metal en su música.

## Miembros

### Miembros Actuales
- José "TTS" Manuel - voz (2007-2009, 2010-2011, 2012–2014, 2016–presente)
- Tore Gonzalez - guitarra (2007-presente)
- Freddy - bajo (2007-2009, 2019–presente)
- David "Deivis" Gonzales - batería (2007-presente)
- Fer Castro - guitarra (2024-presente)

### Miembros Pasados
- Bnj Martinez - voz (2015-2016)
- Alexandro "Alexa / Picofaradio" Hernández- bajo (2009-2016) , voz (2014-2015)
- Eddie - voz (2011)
- Daniel - voz (2011)
- Jero - teclado, tocadiscos (2009-2011)
- Gelar - voz (2009-2011)
- José Macario - bajo (2016-2018) (Arcadia Libre, Parazit)
- José Paredes - voz (2009-2010)
- Mike - voz (2011-2012)
- Alex Guardado - guitarra (2007-2016)

## Discografía
Álbumes
- Here Comes the Kraken (2009)
- Hate, Greed & Death (2011)
- Here Comes The Kraken (Reissue) (2013)
- H.C.T.K (2019)

EP
- The Omen (2010)

Demos
- Demo (2007)